# 优雅鳞毛蕨
优雅鳞毛蕨（学名：Dryopteris nobilis）为鳞毛蕨科鳞毛蕨属下的一个种。

## 扩展阅读
- 維基物種上的相關：优雅鳞毛蕨